# イオンモール苫小牧
イオンモール苫小牧（イオンモールとまこまい）は、北海道苫小牧市柳町に所在するイオン北海道運営の郊外型・モール型ショッピングセンターである。

## 概要
イオングループの商業施設では北海道内最大の店舗面積になっており、総合スーパー「イオン苫小牧店」を核店舗、メガスポーツ（旧スポーツオーソリティ）や複合アミューズメント施設を準核店舗として対極に配置しており、専門店が間を繋いでいる。沿道にはロードサイド店舗が立地しており、イオンの出店は苫小牧市東部への商業施設進出や沼ノ端地区の人口増加に拍車をかけた。一方、苫小牧駅前の大型店や中心市街地には大きな影響を及ぼした。

## 沿革
- 2004年（平成16年）：着工[16]。
- 2005年（平成17年）：「イオン苫小牧ショッピングセンター」としてオープン[17][18]。
- 2008年（平成20年）：ジャスコ苫小牧店でレジ袋有料化開始[19]。日本国内6店舗目となる「エコストア」導入[20][21][22]。
- 2011年（平成23年）：イオンへの店舗名変更に伴い、ジャスコ苫小牧店が「イオン苫小牧店」と改称[23]。ショッピングセンターの名称変更に伴い、「イオンモール苫小牧」と改称[24]。
- 2015年（平成27年）：充電ステーション（充電スタンド）設置[25]。
- 2016年（平成28年）：地域共通ポイント機能を活用した「とまチョップWAON」発行[26]。

## フロアとテナント

### フロア概要
核店舗のイオン苫小牧店、シネマコンプレックスのディノスシネマズ苫小牧と約120の専門店で構成される。
| 階  | フロア概要                                 |
| --- | ------------------------------------------ |
| R階 | 屋上駐車場                                 |
| 2階 | 直営売場・専門店街・フードコート・シネコン |
| 1階 | 直営売場・専門店街・レストラン街・郵便局   |

### サブ核店舗
- GiGO・GiGO BOWL[27][28]（ボウリング・ゲームセンター）
同市住吉町2丁目にあった「苫小牧スガイボウル」[注 1]が前身で、イオンへの出店を機にゲームセンターを併設した「スガイディノス苫小牧」としてオープンした。2022年のスガイディノスの民事再生を機にGENDA GiGO Entertainmentへと譲渡され[30]、2023年9月23日に「GiGO イオンモール苫小牧」、「GiGO BOWL イオンモール苫小牧」へとリブランドされた[31]。

#### ディノスシネマズ苫小牧
ディノスシネマズ苫小牧（ディノスシネマズとまこまい・Dinos Cinemas Tomakomai）は、イオンモール苫小牧2階に所在する、株式会社ディノスシネマが運営するシネマコンプレックス（映画館）。
イオングランドオープン前の2005年4月23日に開業。開館当初は先述のスガイディノス苫小牧と同じスガイ・エンタテインメント（旧「須貝興行」）が運営していたが、その後運営会社がゲオディノス→SDエンターテイメントと商号変更され、北海道胆振東部地震発生後の2018年12月にスガイディノスへと移管された。
このシネコン開業を機に、同市中心部にあった苫小牧日劇とセントラル映劇の2サイト・4スクリーンが閉館し、同市内の映画館はディノスシネマとシネマ・トーラス（ミニシアター）の2サイト・8スクリーンとなった。開館当初のディノスシネマは恵庭市にあった恵庭・東宝シネマ8との兼ね合いから東宝配給の映画が遅れて上映されることが多かったが、シネマ8閉館後の2015年6月以降は東宝配給作品のロードショー上映が可能となり、来館者も大幅に増えた。
2020年4月から5月まで、新型コロナウイルス感染症流行に伴う緊急事態宣言により臨時休業を余儀なくされた。再開後は『劇場版 鬼滅の刃 無限列車編』『シン・エヴァンゲリオン劇場版』等といったアニメ映画の大ヒットもあったが、先述のスガイディノスの民事再生に伴い、佐々木興業とGENDA GiGO Entertainmentが出資しているディノスシネマへと運営譲渡され、現在に至っている。
| SCREEN No. | 座席数 | 車椅子席 | 音響      |
| ---------- | ------ | -------- | --------- |
| 1          | 144    | 2        | Dolby 7.1 |
| 2          | 144    | 2        | Dolby 5.1 |
| 3          | 101    | 2        | Dolby 5.1 |
| 4          | 101    | 2        | Dolby 5.1 |
| 5          | 95     | 1        | Dolby 5.1 |
| 6          | 141    | 2        | Dolby 7.1 |
| 7          | 302    | 3        | Dolby 7.1 |

### 主なテナント

#### 1階
- イオンモール苫小牧内郵便局 - 2018年3月20日開局[39]。
- WEGO
- クリーンライン カクサダ
- グローバルワーク
- メガスポーツ（旧スポーツオーソリティ）（スポーツ用品）
- スターバックス（カフェ）2009年から2017年まで、9年連続クリスマスブレンド（コーヒー豆）の売り上げ日本一を記録[40]
- ペテモ
- ムラサキスポーツ
- もりもと
- モンベル
- ライトオン
- 柳月
- 六花亭

#### 2階
- アスビー
- ヴィレッジヴァンガード
- ダイソー
- ハニーズ
- 未来屋書店
- メガネのプリンス
- モーリーファンタジー

出店テナント全店の一覧・詳細情報は公式サイト「ショップガイド」「フロアガイド」を、営業時間およびATMを設置する金融機関の詳細は公式サイト「施設・サービスのご案内」を参照。

### 過去に入居していたテナント
- タワーレコード - 2025年1月26日閉店[41]。

## アクセス
国道36号（明野南通）沿いに位置している。
バス
北海道旅客鉄道（JR北海道）苫小牧駅から無料送迎バスを運行している。
- 道南バス・中央バス・あつまバス・JRバス「イオンモール苫小牧」バス停下車

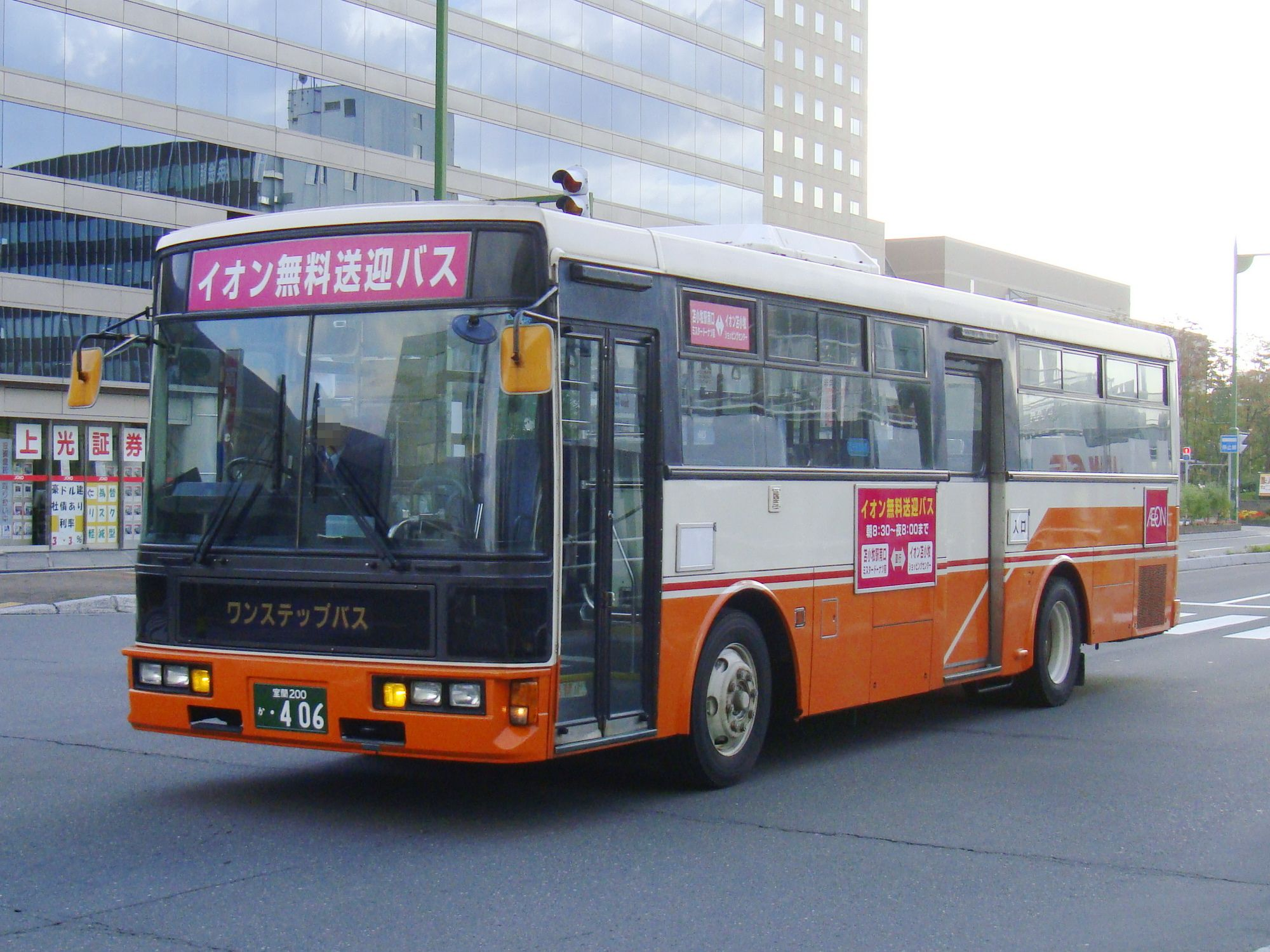
無料送迎バス（2011年10月）

自動車
- 道央自動車道 - 苫小牧中央ICより約10分
- 日高自動車道 - 沼ノ端西ICより約12分

鉄道
- 千歳線・室蘭本線 - 苫小牧駅から徒歩で約50分、沼ノ端駅から徒歩で約60分。